# UPT Nangakara
UPT Nangakara is een bestuurslaag in het regentschap Dompu van de provincie West-Nusa Tenggara, Indonesië. UPT Nangakara telt 1080 inwoners (volkstelling 2010).